# Spodnji Ivanjci
Spodnji Ivanjci este o localitate din comuna Gornja Radgona, Slovenia, cu o populație de 127 de locuitori.